# Dallas Freeze
Die Dallas Freeze waren eine US-amerikanische Eishockeymannschaft aus Dallas, Texas. Das Team spielte von 1992 bis 1995 in der Central Hockey League.   

## Geschichte
Die Dallas Freeze wurden 1992 als Franchise der Central Hockey League gegründet. In ihrer ersten Spielzeit erreichte die Mannschaft erstmals die Playoffs um den Miron Cup, in denen sie in der ersten Runde in der Best-of-Seven-Serie dem späteren Meister Tulsa Oilers knapp mit 3:4 unterlagen. In der Saison 1993/94 scheiterten sie in der ersten Playoff-Runde mit dem gleichen Ergebnis am späteren Meister Wichita Thunder. Die Saison 1994/95 beendeten die Dallas Freeze auf dem siebten und somit letzten Platz und verpassten erstmals die Playoffs, woraufhin die Verantwortlichen das Team aus dem Spielbetrieb der CHL zurückzogen und es im Anschluss an die Saison auflösten.

## Saisonstatistik
Abkürzungen: GP = Spiele, W = Siege, L = Niederlagen, T = Unentschieden, OTL = Niederlagen nach Overtime SOL = Niederlagen nach Shootout, Pts = Punkte, GF = Erzielte Tore, GA = Gegentore, PIM = Strafminuten
| Saison  | GP | W  | L  | T | OTL | SOL | Pts | GF  | GA  | Platz   | Playoffs                       |
| 1992/93 | 60 | 31 | 25 | 4 | —   | —   | 66  | 276 | 242 | 3., CHL | Niederlage in der ersten Runde |
| 1993/94 | 64 | 31 | 25 | 8 | —   | —   | 70  | 304 | 309 | 4., CHL | Niederlage in der ersten Runde |
| 1994/95 | 66 | 24 | 36 | 6 | —   | —   | 54  | 266 | 364 | 7., CHL | nicht qualifiziert             |

## Team-Rekorde

### Karriererekorde
Spiele: 181  Jeff Beaudin
Tore: 104  Troy Binnie
Assists: 126  Wayne Anchikoski
Punkte: 228  Wayne Anchikoski
Strafminuten: 508  Jason Taylor